# NGC 6848
NGC 6848 је спирална галаксија у сазвежђу Телескоп која се налази на NGC листи објеката дубоког неба.
Деклинација објекта је - 56° 5' 25" а ректасцензија 20h 2m 46,9s. Привидна величина (магнитуда) објекта NGC 6848 износи 11,6 а фотографска магнитуда 12,5. NGC 6848 је још познат и под ознакама ESO 185-52, AM 1958-561, IRAS 19588-5613, PGC 64023.